# LTT 9779 b
LTT 9779 b é um exoplaneta descoberto em 2020, no Deserto Neptuniano, e que mantêm a sua atmosfera apesar de orbitar uma estrela com intensa radiação (a temperatura no planeta é de 1700 graus celsius).